# Jerzy Klimek
Jerzy Edward Klimek (ur. 1943) – polski farmaceuta, biochemik i nauczyciel akademicki.

## Życiorys
Studia podyplomowe na Wydziale Farmaceutycznym Akademii Medycznej w Gdańsku zakończył w czerwcu 1995 rozprawą Wpływ NADPH-zależnej peroksydacji lipidów na biosyntezę progesteronu w mitochondriach łożyska ludzkiego uzyskując tytuł doktora (dr hab.) nauk farmaceutycznych w zakresie farmacji, specjalność biochemia farmaceutyczna. 
Został pracownikiem naukowym Gdańskiego Uniwersytetu Medycznego, zaś od roku 2001 do 30 września 2014 był kierownikiem Katedry i Zakładu Biochemii Farmaceutycznej.
W czerwcu 2006 prezydent Lech Kaczyński wręczył Jerzemu Klimkowi nominację profesorską.